# بوب كينغ (مدير فني)
بوب كينغ (بالإنجليزية: Bob King)‏ هو مدير فني أمريكي، ولد في 3 يونيو 1913 في كارولاينا الجنوبية في الولايات المتحدة، وتوفي في 19 يونيو 1994 في أوغستا في الولايات المتحدة.